# Paradise Bay (koktajl)

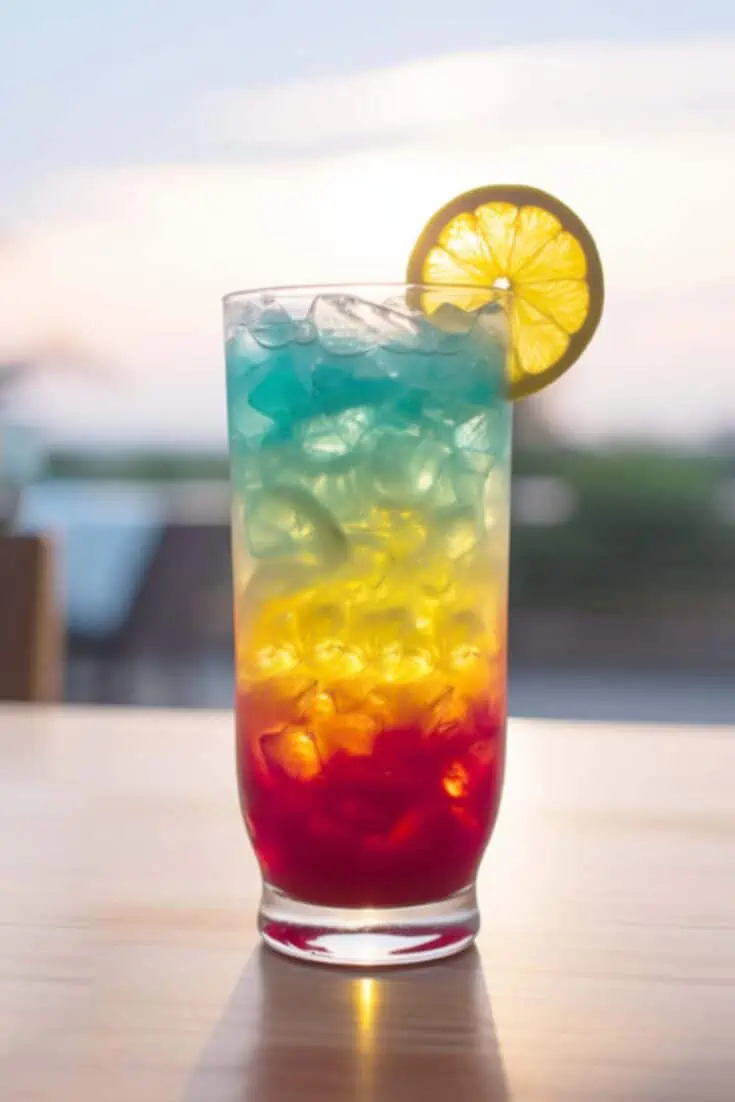
Paradise Bay cocktail

Paradise Bay (ang. Paradise Bay) – koktajl alkoholowy Paradise Bay ma 4 warstwy: czerwony, pomarańczowy, zielony i błękitny.
Historia koktajlu Paradise Bay nie jest dokładnie znana, ale można go znaleźć w wielu menu barów na całym świecie. Jego egzotyczny smak i kolorowy wygląd przyciągają wielu miłośników koktajli.

## Składniki:
- Wódka – 80 ml
- Sok pomarańczowy – 200 ml
- Grenadyna – kilka kropel
- Likier Blue Curacao – 40 ml
- Kostki lodu